# Zofia Sienkiewicz
Zofia Stanisława Sienkiewicz (ur. 17 sierpnia 1945) – polska prawniczka, dr hab., profesor zwyczajny Wydziału Prawa i Komunikacji Społecznej SWPS Uniwersytetu Humanistycznospołecznego z siedzibą w Warszawie i Katedry Prawa Karnego Materialnego Wydziału Prawa, Administracji i Ekonomii Uniwersytetu Wrocławskiego.

## Życiorys
Obroniła pracę doktorską, następnie uzyskała stopień doktora habilitowanego. 19 kwietnia 2007 nadano jej tytuł profesora w zakresie nauk prawnych. Została zatrudniona na stanowisku profesora zwyczajnego w Katedrze Prawa Karnego Materialnego na Wydziale Prawa, Administracji i Ekonomii Uniwersytetu Wrocławskiego i na Wydziale Prawa i Komunikacji Społecznej SWPS Uniwersytetu Humanistycznospołecznego z siedzibą w Warszawie.
Była kierownikiem w Katedrze Prawa Karnego Materialnego na Wydziale Prawa, Administracji i Ekonomii Uniwersytetu Wrocławskiego, oraz członkiem Komisji Dyscyplinarnej do spraw nauczycieli akademickich przy Radzie Głównej Nauki i Szkolnictwa Wyższego Rady Głównej Nauki i Szkolnictwa Wyższego.